# گمینا کژپیتسه
گمینا کژپیتسه (به لهستانی:  Gmina Krzepice) یک گمینا در لهستان است که در شهرستان کووبوتسک واقع شده‌است. گمینا کژپیتسه ۷۸٫۸۱ کیلومتر مربع مساحت و ۹٬۴۰۶ نفر جمعیت دارد.